# Edmund Kirby Smith
Edmund Kirby Smith (San Agustín, Florida, Estados Unidos; 16 de mayo de 1824 - Sewanee, Florida, Estados Unidos; 28 de marzo de 1893) fue un oficial de carrera del Ejército de los Estados Unidos que luchó en la Guerra México-Estadounidense. Más tarde se unió al Ejército de los Estados Confederados en la Guerra Civil, y fue ascendido a general en los primeros meses de la guerra. Fue notable por su mando del Departamento de Trans-Misisipi después de la caída de Vicksburg ante la Unión.

## Primeros años
Su padre era Joseph Lee Smith y su madre era Frances Kirby Smith. Tenía además 2 hermanos. Su padre era abogado y juez. En 1841, se inscribió en la Academia Militar de los Estados Unidos, y se graduó allí en 1845. Sirvió en la Guerra de México bajo el mando del general Zachary Taylor y el general Winfield Scott. Participó en las batallas de Cerro Gordo y de Contreras con distinció y recibió por sus esfuerzos en esa guerra una condecoración por valentía.
Después de la guerra, Smith enseñó matemáticas en la Academia Militar y sirvió en la 2.ª caballería de EE. UU. en Texas. En 1861, cuando Texas se separó de la Unión él se negó a rendirse a la milicia de Texas, pero todo eso cambió cuando Florida también se separó. Entonces Smith renunció al ejército de los Estados Unidos e ingresó al ejército confederado con el rango de teniente coronel poniéndose así al servicio de la Confederación en la venidera Guerra de Secesión entre la Unión y la Confederación.

## Guerra de Secesión
Smith fue jefe de gabinete del general Joseph E. Johnston en Harper's Ferry y ayudó además a organizar al Ejército de Shenandoah. Durante ese tiempo ascendió hasta convertirse en general. Como general de brigada Smith participó en la primera batalla de Bull Run como general de brigada, donde fue herido en combate. Cuando se recuperó, él fue ascendido a mayor general. Más tarde se distinguió durante la Ofensiva Heartland, el intento fallido de la Confederación de capturar Kentucky en 1862. Allí obtuvo, a pesar de fracasar la ofensiva, en la batalla de Richmond la fama de conseguir la victoria confederada más rotunda de la guerra.
Fue nombrado comandante del Departamento de Trans-Misisippi en enero de 1863. El área incluía la mayoría de las acciones al este de las Montañas Rocosas y al oeste del Río Misisipi. En 1863, Smith envió tropas en un intento infructuoso de aliviar el asedio de Vicksburg. Después de que Vicksburg fuera capturada por la Unión en julio, la aislada zona Trans-Misisipi quedó aislada del resto de la Confederación, y se convirtió prácticamente en una nación independiente, apodada "Kirby Smithdom". En la Campaña del Río Rojo de la primavera de 1864, comandó victoriosas tropas confederadas bajo el mando del General Richard Taylor, quien derrotó un asalto combinado del ejército y la marina de la Unión bajo la dirección de Nathaniel P. Banks.

## Fin de la guerra y vida civil
El 2 de junio de 1865, Smith entregó su ejército en Galveston, Texas. Fue el último general con una fuerza de campo mayor en rendirse durante esa contienda. Rápidamente escapó a México y luego a Cuba para evitar ser arrestado por traición. Su esposa negoció su regreso durante el período en que el gobierno federal ofreció amnistía a quienes prestaran juramento de lealtad. 
Después de la guerra, Smith trabajó en las industrias del telégrafo y del ferrocarril. Se desempeñó principalmente como profesor universitario de matemáticas y botánica en la Universidad del Sur en Tennessee. Se le atribuye el descubrimiento de varias especies de plantas en Tennessee y Florida.
Murió el 28 de marzo de 1893 en Sewanee convirtiéndose así en el último general superviviente de ambos ejércitos. Está enterrado en el cementerio de la Universidad del Sur, Sewanee, Franklin Co., Tennessee.